# Valenciaans voetbalelftal (mannen)
Het Valenciaans voetbalelftal is een team van voetballers dat de Spaanse regio Valencia vertegenwoordigt bij internationale wedstrijden. Valencia is geen lid van de FIFA en de UEFA en is dus uitgesloten voor deelname aan het WK en het EK.

## Bekende (oud-)spelers
- David Albelda
- Raúl Albiol
- Raúl Bravo
- Francisco Farinós
- Juanfran
- Antonio López
- Francisco Rufete
- Juan Sánchez
- Vicente

## Recente uitslagen
| Jaar          | Tegenstander | Uitslag |
| december 2005 | Colombia     | 2 - 1   |
| december 2006 | Peru         | 3 - 1   |